# Lepturges eurynota
Lepturges eurynota là một loài bọ cánh cứng trong họ Cerambycidae.